# Pieter Dubordieu

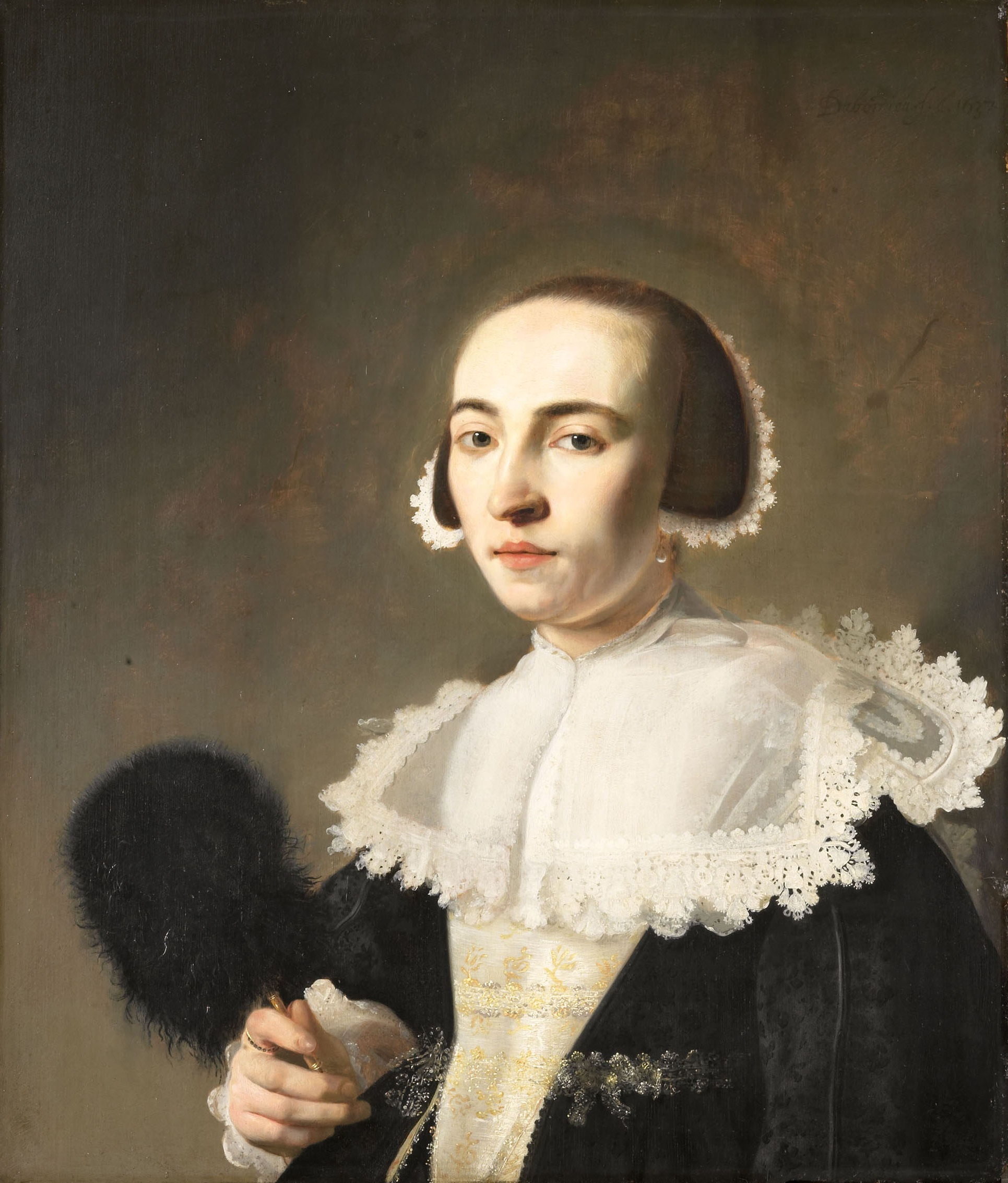
Portret van een vrouw, door Pieter Dubordieu

Pieter Dubordieu (L'Île-Bouchard, ca. 1610 - Amsterdam, 1678) was een Nederlands kunstschilder, tekenaar en kunsthandelaar van Franse afkomst. Hij vervaardigde uitsluitend portretten.
Over het leven van Dubordieu is weinig bekend. Hij trouwde in 1633 in Leiden en werd in 1636 officieel als burger van Amsterdam ingeschreven. Vanaf 1638 woonde hij weer in Leiden waar hij lid werd van het plaatselijke Sint-Lucasgilde.